# Il popolo degli abissi
Il popolo dell'abisso (The People of the Abyss) è un libro di Jack London sulla vita nell'East End di Londra nel 1902. Fu pubblicato nel 1903 (lo stesso anno del più famoso Il richiamo della foresta) ma scritto l'anno precedente dopo il soggiorno dello scrittore americano nella zona per diverse settimane. Capolavoro letterario, è il resoconto sulle condizioni della classe proletaria in un quartiere dove imperversavano la miseria più nera e la depravazione sociale.
London usò l'espressione "people of the abyss" anche per il suo romanzo distopico Il tallone di ferro (1907).

## Contenuti

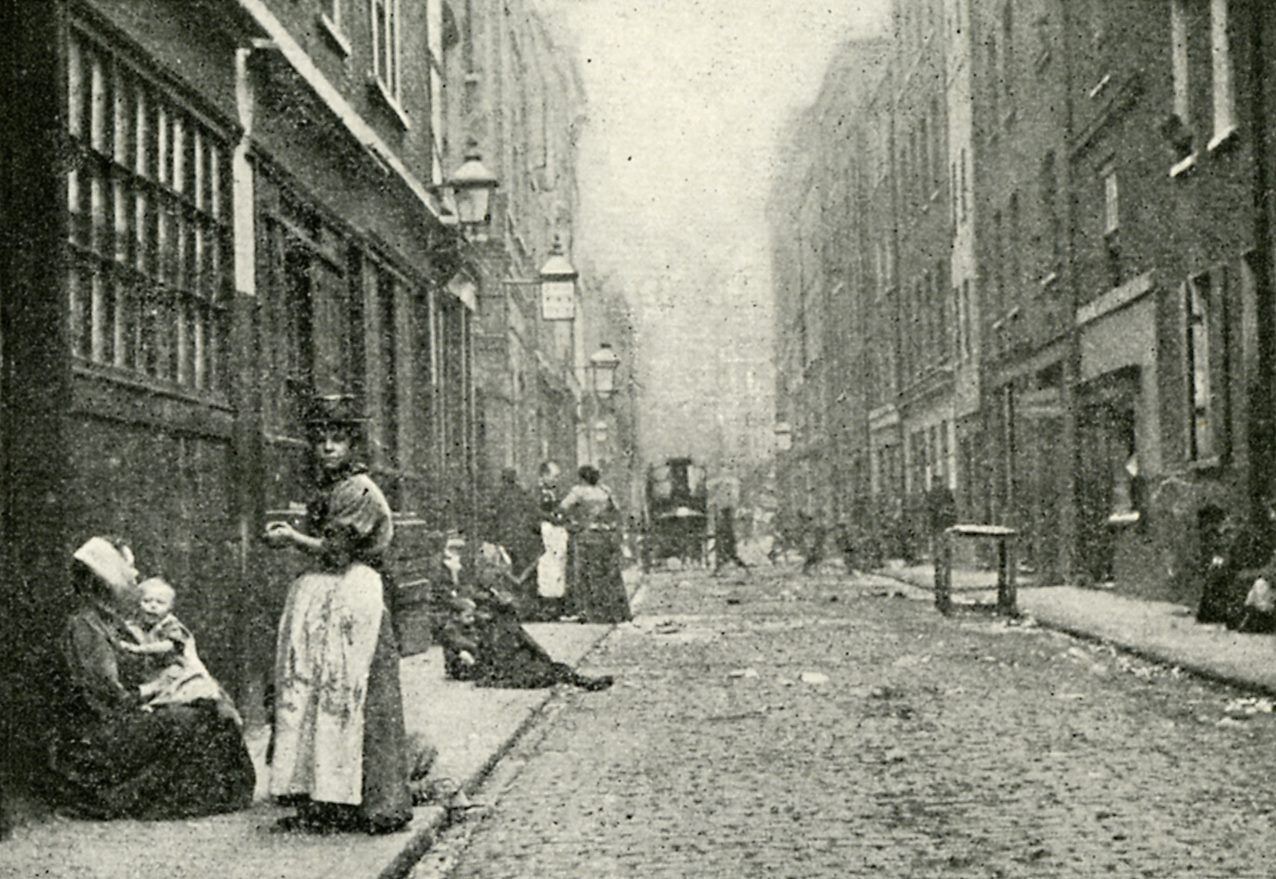
Dorset Street, Spitalfields, nel 1902 per il libro di Jack London The People of the Abyss

Travestendosi da marinaio, l'autore ebbe modo di mescolarsi con la popolazione e di vivere per alcuni mesi, anche nell'alloggio di una povera famiglia, l'esistenza di miseria assoluta che allora conducevano migliaia di abitanti di quell'area depressa.
Fece esperienza di notti all'ospizio per poveri, testimoniò soprusi, descrisse, dopo averla vissuta, l'eterna ricerca dei poveri di un angolo dove poter dormire in una Londra che non permetteva loro nemmeno quello - ricerca intervallata solo da quelle per un po' di cibo o un lavoro precario.
Muovendosi tra letteratura e giornalismo, in questo racconto di prima mano London scaglia un feroce e lucido atto d'accusa verso il sistema imperialista e capitalista dell'epoca: Londra era capitale di uno dei più potenti regni al mondo, eppure il sistema politico aveva creato una situazione di povertà sistematica e irreversibile per circa 500.000 persone nella sola città (fonte: il libro stesso) mentre la gentrification continua aveva creato gli slum dove questi disgraziati finivano. Capitolo dopo capitolo, egli realizza un ritratto preciso ed efficace dei meccanismi nell'Impero britannico che conducono i cittadini meno fortunati a cadere in una vita di stenti, povertà, malattia e morte, spesso a causa di eventi fortuiti o, peggio, per carenza di qualsivoglia tutela sul lavoro.
Non mancano scene di rara umanità, come una coppia in cui un uomo sistema i capelli della propria moglie mentre fanno la fila per un posto letto in un ospizio, oppure la corsa di Ginger per spartire delle costolette di maiale trovate intere nel bidone dell'immondizia (chissà poi in quale stato, più o meno avanzato, di decomposizione).
Sono storie di notti insonni sotto la pioggia, di tanfo, di malattie, di inquinamento tale da debilitare i corpi anche dei più robusti, di cibo putrefatto raccattato dal fango per le strade e ingoiato come fosse quasi una leccornìa, di soprusi continui da parte di chiunque avesse anche solo il più piccolo briciolo di potere (come i "caporali" dell'Esercito della Salvezza") di alcol, violenza, pane così duro da esser confuso con un mattone, di lavori obbligatori per pagarsi un posto letto e tre pasti di pane e "broda", di rassegnato vivere alla giornata aspettando la propria ora.

## Edizioni italiane
- Il popolo dell'abisso, traduzione di Gianni D'Arezzo, Collana Fiori d'ogni Paese, Milano, Alberto Corticelli Editore, 1928.
- Il popolo dell'abisso, traduzione di Arturo Salucci, Collezione Biblioteca Internazionale, Milano, Bietti, 1930.
- Il popolo dell'abisso, Prefazione di Franco Calamandrei, Collana Universale Economica n.152.
- Il popolo dell'abisso, traduzione di Riccardo Mazzarol, Collana Universale n.7, Sonzogno, 1974.
- Il popolo dell'abisso, trad. e cura di Mario Maffi, Collana Oscar Narrativa n.861, Milano, Mondadori, maggio 1987, ISBN 978-88-042-9816-8.
- Il popolo degli abissi, traduzione di Andrea Minucci, Collezione Biblioteca del Vascello, Robin Edizioni, 2008,  pp. 312, cap. 27, ISBN 978-88-7371-394-4.